# Indotritia tetradis
Indotritia tetradis är en kvalsterart som beskrevs av Wojciech Niedbała 2004. Indotritia tetradis ingår i släktet Indotritia och familjen Oribotritiidae. Inga underarter finns listade i Catalogue of Life.